# Binette Schroeder
Binette Schroeder (* 5. Dezember 1939 in Hamburg; † 5. Juli 2022 in Gräfelfing) war eine deutsche Grafikerin und Kinderbuchillustratorin.

## Leben
Schroeder studierte Gebrauchsgrafik 1957–1960 an einer Privatschule in München und 1961–1966 an der Schule für Design in Basel. Von 1968 bis 1971 lebte sie als selbständige Grafikerin, Porträtfotografin und Illustratorin in Berlin und seit 1971 mit ihrem Ehemann Peter Nickl in München und dann in Gräfelfing. Schon mit ihrem ersten Buch, der Geschichte von der unglücklichen Puppe Lupinchen und deren abenteuerlichen Weltreise wurde Binette Schroeder bekannt. Sie illustrierte eigene Geschichten, Geschichten von Peter Nickl und Michael Ende sowie Märchen. 2011 errichtete sie eine Stiftung zur Förderung der internationalen Illustrationskunst.

## Auszeichnungen
- 1969 – Goldenen Apfel der Biennale der Illustrationen Bratislava für Lupinchen
- 1980 – Ehrung für die amerikanische Ausgabe von Die wunderbaren Reisen und Abenteuer des Freiherrn von Münchhausen als „Best Illustrated Children’s Books of the Year“ der New York Times
- 1989 – Auszeichnung mit der Plakette der Biennale der Illustration Bratislava
- 1990 – Troisdorfer Bilderbuchpreis für Der Froschkönig
- 1997 – Auszeichnung durch die Stiftung Buchkunst
- 1997 – Sonderpreis Illustration des Deutschen Jugendliteraturpreises für ihr Gesamtwerk
- 1998 – Nominierung für den Hans-Christian-Andersen-Preis für ihr Gesamtwerk
- 2000 – Prix Octogone für ihr Gesamtwerk
- 2003 – Nominierung für den Astrid Lindgren Memorial Award für ihr Gesamtwerk
- 2004 – Großer Preis der Deutschen Akademie für Kinder- und Jugendliteratur für ihr Gesamtwerk
- 2012 – Bayerischer Verdienstorden
- 2014 – Nominierung für den Astrid Lindgren Memorial Award

## Werke (Auswahl)
- 1969 – Lupinchen, NordSüd Verlag, Zürich, ISBN 978-3-314-01600-4, OCLC 469961225
- 1970 – Archibald und sein kleines Rot, Ellermann Verlag, München, DNB 458889520
- 1971 – Florian und Traktor Max, NordSüd Verlag, Zürich, ISBN 978-3-314-01602-8
- 1972 – Lelebum. Eine gereimte und bildhafte Elefantengeschichte, Thienemann Verlag, Stuttgart, OCLC 61064650; 1977, ISBN 3-522-41070-1
- 1973 – mit Peter Nickl (Text): Ratatatam. Die seltsame Geschichte einer kleinen Lok. Nord-Süd Verlag, Mönchaltorf, ISBN 3-85825-037-6
  - Rommelebom: De avonturen van een kleine locomotief , Uitgeverij Het Spectrum, Utrecht / Antwerpen 1973, DNB 577903683 OCLC 72358363 (niederländisch).
  -  Ra ta ta tam, the Strange Story of a Little Engine. Translated from the German by Michael Bullock, Cape, London 1983, ISBN 0-224-00974-5
- 1975 – mit Peter Nickl (Text): Krokodil Krokodil, Nord-Süd-Verlag, Mönchaltorf / Hamburg, ISBN 3-85825-051-1.
- 1977 – mit Peter Nickl (Text): Die wunderbaren Reisen und Abenteuer des Freiherrn von Münchhausenwie er dieselben bei einer Flasche im Zirkel seiner Freunde selbst zu erzählen pflegte, nach den Fassungen von Rudolf Erich Raspe und Gottfried August Bürger: Die Landabenteuer, NordSüd Verlag, Zürich 2013, ISBN 978-3-314-10150-2.
- 1981 – Zebby-Bücher (fünf kleinformatige Pappbilderbücher), Originalausgaben bei Walker Books, London
- 1982 – Die Schattennähmaschine (Bilder zu Texten von Michael Ende), Thienemann Verlag
- 1982 – Das träumende Haus. Ein Gang durch die Nacht (Text von Peter Nickl), Weitbrecht Verlag
- 1983 – Tuffa-Bücher (fünf kleinformatige Pappbilderbücher), englische Originalausgabe bei Walker Books, London
- 1986 – Beauty and the Beast. Mme Leprince de Beaumont (Text von Anne Carter), Originalausgabe bei Walker Books, London
- 1989 – Der Froschkönig oder der eiserne Heinrich (Text von Jacob und Wilhelm Grimm), NordSüd Verlag, Zürich, ISBN 978-3-314-20009-0
- 1993 – Die Vollmondlegende (mit einem Text von Michael Ende), Weitbrecht
- 1997 – Engel und anderes Geflügel. Ein Adventskalender zum Malen, Basteln und Schnippeln, Rowohlt Verlag
- 1999 – Laura, NordSüd Verlag, Zürich ISBN 978-3-314-01601-1
- 2009 – Ritter Rüstig & Ritter Rostig, NordSüd Verlag, Zürich ISBN 978-3-314-01701-8
- 2014 – Der Zauberling, NordSüd Verlag, Zürich ISBN 978-3-314-10243-1
- 2019 – Bilderbuch-Brunnen (Sammelband ihrer Bilderbücher für Kinder), NordSüd Verlag, Zürich ISBN 978-3-314-10502-9
- 2021 – Herr Grau & Frieda Fröhlich, NordSüd Verlag, Zürich ISBN 978-3-314-10571-5

## Sekundärliteratur (Auswahl)
- Fedor Bochow: Binette (Elisabeth) Schroeder. In: Kinder- und Jugendliteratur. Ein Lexikon. Begründet von Alfred Clemens Baumgärtner und Heinrich Pleticha, herausgegeben von Kurt Franz u. a. Corian, Meitingen 1995 – Loseblattausgabe, OCLC 706992204 (= 16. Ergänzungslieferung Oktober 2002, 31 Seiten).
- The Art of Binette Schroeder (= A Michael Neugebauer Book), Michael Neugebauer Verlag, Gossau ZH 1995, ISBN 1-558-58510-9 / ISBN 3-85195-372-X OCLC 604331107, (deutsch/englisch).
- Christiane Raabe: Grande Dame der Bilderbuchillustration. Nachruf auf Binette Schroeder. In: Bibliotheksform Bayern. Bd. 16 (2022), Heft 4, S. 42–45.

## Ausstellungen
- 2023: Fantastische Reise mit Jim Knopf, Bastian und Momo. Michael Ende – Bilder und Geschichten Ausstellung in der Ludwig Galerie Schloss Oberhausen.[4]